# Cicloesano
Il cicloesano è un cicloalcano, ossia un idrocarburo privo di doppi e tripli legami C-C il cui scheletro di atomi di carbonio è chiuso ad anello, per l'esattezza un anello composto da sei atomi, ciascuno dei quali lega a sé due atomi di idrogeno, la cui formula molecolare è quindi C6H12.
A temperatura ambiente è un liquido incolore dal lieve odore tipico degli idrocarburi. È infiammabile e nocivo per inalazione e contatto con la pelle.

## Conformazione
Benché per comodità sia rappresentata da un esagono regolare, la molecola del cicloesano non è planare, dal momento che gli atomi di carbonio hanno ibridazione sp3, tetraedrica in cui l'angolo tra due legami è di 109,5°. La molecola del cicloesano tende pertanto ad assumere una forma piegata detta a sedia, individuata da Odd Hassel, che per questa ricerca ricevette un Premio Nobel per la chimica.

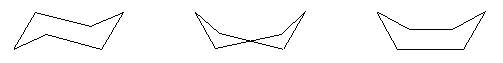
Le tre conformazioni del cicloesano: "a sedia", "twist" e "a barca"; ogni vertice rappresenta un atomo di carbonio, gli idrogeni sono stati omessi.

Nella conformazione a sedia, la più stabile, 6 dei 12 atomi di idrogeno sono in posizione assiale, ovvero i loro legami C-H sono tra loro paralleli e perpendicolari al piano medio della molecola, gli altri 6 sono in posizione equatoriale, ovvero si protendono verso l'esterno, inclinati alternativamente al di sopra e al di sotto del piano medio della molecola.
A temperatura ambiente le conformazioni si interconvertono rapidamente le une nelle altre passando da una conformazione a sedia all'altra ad essa speculare attraverso le conformazioni twist e a barca.
Il passaggio da una conformazione a sedia all'altra scambia di posto gli idrogeni: quelli in posizione assiale si ritrovano in posizione equatoriale e viceversa.

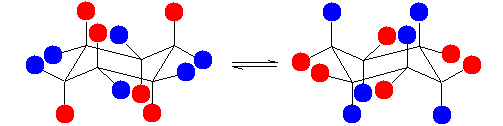
Scambio di posizione tra gli idrogeni assiali ed equatoriali nel passaggio da una conformazione a sedia all'altra.

Quando al posto degli idrogeni vi sono dei gruppi sostituenti, la forma a sedia più stabile è quella che lascia i sostituenti più ingombranti in posizione equatoriale; in questo modo viene minimizzato l'ingombro sterico della molecola. Un'importante eccezione consiste nell'effetto anomerico quando vi sono eteroatomi all'interno dell'anello.

## Produzione
Il cicloesano si ottiene per distillazione del petrolio, ma in maggiore quantità per reforming catalitico di idrocarburi e per idrogenazione catalitica del benzene, tipicamente con Nichel Raney.

Reazione di idrogenazione del benzene

## Utilizzi
Trova principalmente impiego in chimica industriale come solvente: la produzione di polietilene si basa su reazione di polimerizzazione in fase liquida che usa il cicloesano come solvente veicolante. Il cicloesano si usa anche come materia prima per la produzione del nylon 6,6, derivato dell'acido adipico con l'esametilendiammina. Proprio quest'ultima si ottiene per pirolisi ammoniacale del cicloesano. Il suo mono-metil derivato è ampiamente usato come solvente dei cancellini liquidi per cancelleria.